# غرنده‌تر از بمب
غرنده‌تر از بمب (به انگلیسی: Louder Than Bombs)، عنوان دیگر: در خانه (به انگلیسی: Back Home) یک فیلم درام چندملیتیِ دوزبانه (انگلیسی و فرانسوی) به کارگردانی یواخیم تری‌یر محصول سال ۲۰۱۵ است. از هنرپیشگان فیلم می‌توان به: جسی آیزنبرگ، گابریل بیرن، ایزابل هوپر، دیوید استراترن و ایمی رایان اشاره کرد.

## بازیگران
- جسی آیزنبرگ در نقش جونا رید[۴]
- گابریل بیرن در نقش جین رید[۴]
- ایزابل هوپر در نقش ایزابل رید[۴]
- دیوید استراترن در نقش ریچارد[۵]
- ایمی رایان در نقش هانا[۵]
- ریچل بروزناهان در نقش اِرین[۶]
- دوین دروید در نقش کنراد رید
- لسلی لیلز در نقش مدیر
- پیتر مارک کندال

## خلاصهٔ داستان
این فیلم به تأثیر مرگ یک عکاس جنگ (با بازی ایزابل هوپرت) بر همسرش (با بازی گابریل بایرن) و دو پسرش (جسی آیزنبرگ و دوین دروید) می‌پردازد.

### فیلمبرداری و تولید
در ۹ مهٔ ۲۰۱۳ آیزنبرگ، بیرن و هوپرت به فیلم پیوستند. در ۲۱ اوت ۲۰۱۴ گزارش شد که عوامل در حال آماده‌سازی برای فیلمبرداری در شمال بولواری در نیویورک هستند.